# 다카타촌 (효고현)
다카타촌(高田村)은 효고현 아코군 니시하리마 현민국에 존재했던 촌이다.
1955년, 가미고리정, 구라이촌, 후나사카촌, 아카마쓰촌과 합병해 새로운 가미고리정이 되었기 때문에 소멸하였다.
구촌지역은 현재의 가마고리정의 남동부에 위치하고 있으며, 다카다 초등학교 구역에 해당한다.